# Chiangmai United FC
Der Chiangmai United Football Club (thailändisch สโมสรฟุตบอลเชียงใหม่ ยูไนเต็ด)  ist ein thailändischer Fußballverein aus Chiangmai, der in der zweithöchsten thailändischen Liga spielt.

## Vereinsgeschichte
Der Chiangmai United FC wurde 2015 als Changphueak Chiangmai gegründet. Der Verein startete 2016 in der vierten Liga, der Division 3. Hier spielte man in der Northern Region. 2017 wurde der Verein in JL Chiangmai United FC umbenannt. Man wurde 2017 Meister und stieg in die dritte Liga, der Thai League 3, auf. Hier spielte man 2018 in der Upper-Region. Ende der Saison wurde man Meister und stieg damit in die Zweite Liga auf. Die erste Saison in der Zweiten Liga schloss der Club mit einem elften Tabellenplatz ab. 2020 wurde der Verein von JL Chiangmai United FC in Chaingmai United FC umbenannt. Im März 2021 feierte man die Vizemeisterschaft der zweiten Liga und den Aufstieg in die Erste Liga. Nach nur einer Saison musste Chiangmai am Ende der Saison 2021/22 als Tabellenletzter wieder in die zweite Liga absteigen.

## Stadion
Seine Heimspiele trägt der Verein im 700th Anniversary Stadium (thailändisch เชียงใหม่ ปี 700) in Chiangmai aus. Bei dem Stadion handelt es sich um ein Mehrzweckstadion. Es hat eine Kapazität für 25.000 Zuschauer. Das Stadion wurde für die Südostasienspiele 1995 erbaut. Ebenfalls wurde das Stadion für die Asienspiele 1998 verwendet. Eigentümer des Stadions ist die Sports Authority of Thailand (SAT). 

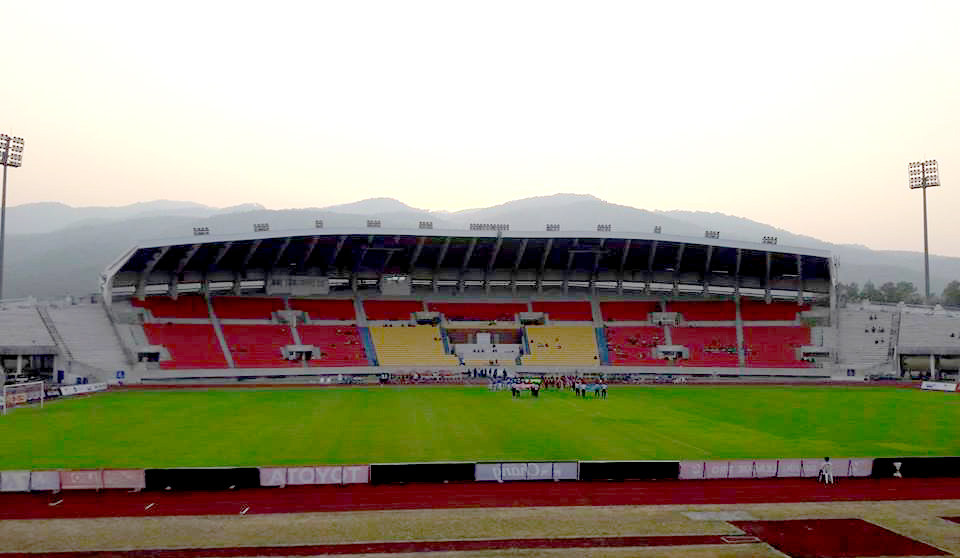
700th Anniversary Stadion

### Spielstätten
| Saison                     | Stadion                        | Standort                                       | Kapazität | Eigentümer                         | Koordinaten                     |
| -------------------------- | ------------------------------ | ---------------------------------------------- | --------- | ---------------------------------- | ------------------------------- |
| Februar 2017 - März 2017   | 700th Anniversary Stadium      | Don Kaeo, Mae Rim, Chiangmai, Provinz Chianmai | 25.000    | Sports Authority of Thailand (SAT) | 18° 50′ 23″ N, 98° 57′ 34″ O    |
| April 2017                 | Chiang Mai University Stadium  | Suthep, Chiangmai, Provinz Chianmai            | N/A       | Universität Chiang Mai             | 18° 47′ 50″ N, 98° 57′ 22,7″ O  |
| Mai 2017 - Juli 2017       | In Tha Nin Stadium             | Provinz Chianmai                               | N/A       | N/A                                | 18° 53′ 53,4″ N, 99° 0′ 46,7″ O |
| August 2017 - Oktober 2017 | Chiangmai Municipality Stadium | Mae Rim, Chiangmai, Provinz Chianmai           | 6000      | Sports Authority of Thailand (SAT) | 18° 48′ 5,3″ N, 98° 59′ 22,2″ O |
| Februar 2018 - heute       | 700th Anniversary Stadium      | Don Kaeo, Mae Rim, Chiangmai, Provinz Chianmai | 25.000    | Sports Authority of Thailand (SAT) | 18° 50′ 23″ N, 98° 57′ 34″ O    |

## Vereinserfolge

### National
- Division 3 - North: 2016
- Thai League 4 - North: 2017  ▲
- Thai League 3 - Upper: 2018  ▲
- Thai League 2: 2020/21 (Vizemeister)  ▲

## Aktueller Kader
Stand: 1. Februar 2025
| Nr. |          | Position | Name                      |
| --- | -------- | -------- | ------------------------- |
| 3   | Thailand | AB       | Akkarin Pittaso           |
| 4   | Thailand | AB       | Tossaphol Chomchon        |
| 6   | Thailand | MF       | Thirapak Prueangna        |
| 7   | Thailand | MF       | Chonlawit Kanuengkid      |
| 8   | Thailand | MF       | Karn Jorates              |
| 9   | Curaçao  | ST       | Elson Hooi                |
| 10  | Thailand | ST       | Nattawut Munsuwan         |
| 11  | Thailand | MF       | Kantapong Bandasak        |
| 13  | Thailand | MF       | Thana Isor                |
| 15  | Thailand | AB       | Kittipong Buathong        |
| 16  | Thailand | ST       | Akarawin Sawasdee         |
| 17  | Thailand | ST       | Nattawut Sanguthai        |
| 19  | Thailand | MF       | Thanawich Thanasasipat    |
| 20  | Thailand | MF       | Kiadtisak Nantavichianrit |
| 21  | Thailand | MF       | Suwijak Moonkeaw          |
| 22  | Thailand | MF       | Natdanai Sangta           |
| 23  | Thailand | ST       | Varintorn Watcharapringam |

| Nr. |             | Position | Name                    |
| --- | ----------- | -------- | ----------------------- |
| 24  | Thailand    | MF       | Pooridet Clinton        |
| 25  | Japan       | AB       | Ryō Shinzato            |
| 26  | Thailand    | AB       | Sarawut Sintupun        |
| 31  | Thailand    | MF       | Nurul Sriyankem         |
| 34  | Thailand    | MF       | Tanapat Waempracha      |
| 35  | Thailand    | TW       | Pairot Eiammak          |
| 36  | Thailand    | TW       | Paphawin Sirithongsopha |
| 48  | Thailand    | TW       | Kuekkong Bunjongsirii   |
| 65  | Thailand    | AB       | Bukkoree Lemdee         |
| 76  | Thailand    | AB       | Kritapat Vichaidit      |
| 77  | Thailand    | MF       | Worawut Noisri          |
| 79  | Thailand    | MF       | Jaroeysak Phengwicha    |
| 80  | Thailand    | AB       | Sakarin Sanajag         |
| 91  | Deutschland | ST       | Arnold Suew             |
| 96  | Brasilien   | ST       | Carlos Neto             |
| 99  | Thailand    | TW       | Phumniwat Thuha         |

## Trainer
Stand: Juli 2024
| Name                    | Zeit beim Chiangmai United FC | Zeit beim Chiangmai United FC |
| Name                    | von                           | bis                           |
| ----------------------- | ----------------------------- | ----------------------------- |
| Surachai Jirasirichote  | 31. Mai 2018                  | 24. Juli 2018                 |
| Chusak Sribhum          | 24. Juli 2018                 | 19. Oktober 2018              |
| Somchai Makmool         | 21. Oktober 2018              | 21. April 2019                |
| Surachai Jirasirichote  | 1. Januar 2019                | 30. November 2019             |
| Carlos Eduardo Parreira | 16. Januar 2020               | 30. Oktober 2020              |
| Dennis Amato            | 12. November 2020             | 23. April 2021                |
| Surapong Kongthep       | Mai 2021                      | 27. Oktober 2021              |
| Ailton Silva            | 28. Oktober 2021              | 4. Februar 2022               |
| Surachai Jirasirichote  | 4. Februar 2022               | 6. Juni 2022                  |
| Chusak Sribhum          | 6. Juni 2022                  | 28. August 2022               |
| Somchai Chuayboonchum   | 31. August 2022               | 8. März 2023                  |
| Wanderley Junior        | 9. März 2023                  | 31. Mai 2023                  |
| Surachai Jirasirichote  | 28. Juni 2023                 | 14. Juli 2024                 |
| Jeffrén                 | 26. Juli 2024                 | 10. September 2024            |
| Anucha Chaiwong         | 20. September 2024            |                               |

## Beste Torschützen seit 2017
| Saison  | Name               | Tore |
| ------- | ------------------ | ---- |
| 2017    | Chatchai Narkwijit | 20   |
| 2018    | Chatchai Narkwijit | 20   |
| 2019    | Soares             | 12   |
| 2020/21 | Melvin de Leeuw    | 17   |
| 2021/22 | Bill               | 5    |
| 2022/23 | Melvin de Leeuw    | 8    |
| 2023/24 | Mosquito           | 13   |
| 2024/25 |                    |      |

## Saisonplatzierung
| Saison                 | Liga                               | Liga                  | Liga                  | Liga                  | Liga                  | Liga                  | Liga                  | Liga                  | Liga                  | Pokal                 | Pokal                  |                       |                       |
| Saison                 | Liga                               | Level                 | Spiele                | S                     | U                     | N                     | Tore                  | Punkte                | Position              | FA Cup                | League Cup             |                       |                       |
| Changphueak Chiangmai  | Changphueak Chiangmai              | Changphueak Chiangmai | Changphueak Chiangmai | Changphueak Chiangmai | Changphueak Chiangmai | Changphueak Chiangmai | Changphueak Chiangmai | Changphueak Chiangmai | Changphueak Chiangmai | Changphueak Chiangmai | Changphueak Chiangmai  | Changphueak Chiangmai | Changphueak Chiangmai |
| ---------------------- | ---------------------------------- | --------------------- | --------------------- | --------------------- | --------------------- | --------------------- | --------------------- | --------------------- | --------------------- | --------------------- | ---------------------- | --------------------- | --------------------- |
| 2016                   | Regional League Division 3 - North | 4                     | 6                     | 4                     | 2                     | 0                     | 19:5                  | 18                    | 1. ▲                  | –                     | –                      |                       |                       |
| JL Chiangmai United FC |                                    |                       |                       |                       |                       |                       |                       |                       |                       |                       |                        |                       |                       |
| 2017                   | Thai League 4 - North              | 4                     | 24                    | 15                    | 4                     | 5                     | 46:17                 | 49                    | 1. ▲                  | Halbfinale            | 1. Qualifikationsrunde |                       |                       |
| 2018                   | Thai League 3 - Upper              | 3                     | 26                    | 17                    | 8                     | 1                     | 60:31                 | 59                    | 1. ▲                  | 2. Runde              | 1. Qualifikationsrunde |                       |                       |
| 2019                   | Thai League 2                      | 2                     | 34                    | 10                    | 10                    | 14                    | 43:43                 | 40                    | 11.                   | 1. Runde              | Achtelfinale           |                       |                       |
| Chiangmai United FC    |                                    |                       |                       |                       |                       |                       |                       |                       |                       |                       |                        |                       |                       |
| 2020/21                | Thai League 2                      | 2                     | 34                    | 20                    | 9                     | 5                     | 64:28                 | 69                    | 2. ▲                  | 1. Runde              | [ A 1 ]                |                       |                       |
| 2021/22                | Thai League                        | 1                     | 30                    | 4                     | 7                     | 19                    | 28:56                 | 19                    | 16. ▼                 | Achtelfinale          | Achtelfinale           |                       |                       |
| 2022/23                | Thai League 2                      | 2                     | 34                    | 15                    | 9                     | 10                    | 36:32                 | 54                    | 5.                    | Achtelfinale          | 1. Runde               |                       |                       |
| 2023/24                | Thai League 2                      | 2                     | 34                    | 12                    | 13                    | 9                     | 52:41                 | 49                    | 9.                    | Achtelfinale          | Play-off-Spiele        |                       |                       |
| 2024/25                | Thai League 2                      | 2                     | 32                    | 10                    | 10                    | 12                    | 41:48                 | 40                    | 11.                   | –                     | –                      |                       |                       |

1. ↑  Aufgrund der COVID-19-Pandemie in Thailand wurde der Wettbewerb nach der ersten Qualifikationsrunde abgebrochen.

## JL Chiangmai United FC B

### Saisonplatzierung
| Saison | Liga                  | Liga   | Liga | Liga | Liga | Liga  | Liga   | Liga     | Liga |
| Saison | Liga                  | Spiele | S    | U    | N    | Tore  | Punkte | Position |      |
| ------ | --------------------- | ------ | ---- | ---- | ---- | ----- | ------ | -------- | ---- |
| 2019   | Thai League 4 - North | 27     | 5    | 2    | 20   | 31:61 | 17     | 8.       |      |

### Bester Torschütze 2019
| Saison | Name                      | Tore |
| ------ | ------------------------- | ---- |
| 2019   | Kiadtisak Nantavichianrit | 9    |

## Zuschauerzahlen seit 2019
| Saison  | Liga          | Level | Gesamt- zuschauerzahl | Höchste Zuschauerzahl | Niedrigste Zuschauerzahl | Durchschnittliche Zuschauerzahl |
| ------- | ------------- | ----- | --------------------- | --------------------- | ------------------------ | ------------------------------- |
| 2019    | Thai League 2 | 2     | 9.143                 | 1.454                 | 169                      | 538                             |
| 2020/21 | Thai League 2 | 2     | 7.723                 | 1.519                 | 0                        | 594                             |
| 2021/22 | Thai League   | 1     | 19.762                | 3.696                 | 0                        | 1.520                           |
| 2022/23 | Thai League 2 | 2     | 15.031                | 2.916                 | 427                      | 884                             |
| 2023/24 | Thai League 2 | 2     | 13.063                | 3.445                 | 412                      | 768                             |
| 2024/25 | Thai League 2 | 2     | 15.844                | 2.177                 | 512                      | 932                             |
| 2025/26 | Thai League 2 | 2     |                       |                       |                          |                                 |

## Sponsoren
| Jahr    | Ausrüster   | Trikotsponsor | Andere Trikotsponsoren                                 |
| ------- | ----------- | ------------- | ------------------------------------------------------ |
| 2017    | FBT         | Moose         |                                                        |
| 2018    | FBT         | Moose         |                                                        |
| 2019    | FBT         | Moose         | Jele                                                   |
| 2020/21 | Volt        | Moose         | Jele                                                   |
| 2021/22 | Grand Sport | Moose         | Jele, Vietjetair.com                                   |
| 2021/22 | 2S Sport    | VBeyond       | Muang Thai Life Assurance, Chang, Jele, Vietjetair.com |
| 2022/23 | 2S Sport    | VBeyond       | Muang Thai Life Assurance, Chang                       |
| 2023/24 | Ideo Sport  | VBeyond       | Muang Thai Life Assurance, Chang                       |